# Saab 2000
Saab 2000 je dvoumotorový turbovrtulový regionální dopravní letoun. Vyráběla ho švédská firma Saab mezi roky 1992 až 1999, do provozu se dostalo 63 letounů tohoto typu. Byl navržen tak, aby uvezl 50 až 58 cestujících při cestovní rychlosti 665 km/h a doletu 2700 km. Jde o nástupce menšího letounu Saab 340, který má například trup stejné šířky. První let se konal 26. února 1992.

## Vznik a vývoj
Studijní práce na typu Saab 2000 byly zahájeny v lednu 1985. V prosinci 1988 padlo rozhodnutí o spuštění celého programu, které bylo oficiálně potvrzeno 25. května 1989. Kompletace prvního ze tří prototypů byla zahájena v lednu 1990 a 14. prosince 1991 se na továrním letišti v Linköpingu uskutečnil jeho slavnostní roll-out. Konstrukce nového typu využila 70% komponentů z dopravního letounu Saab 340, přičemž zcela nové bylo křídlo a ocasní plochy. Trup byl prodloužen s kapacitou 50-58 sedadel. Za pohonné jednotky byla vybrána dvojice turbovrtulových motorů Allison (nyní Rolls-Royce) AE 2100A o vzletovém výkonu 3096 kW se šestilistými kompozitovými vrtulemi Dowty Rotol.  
Zálet prvního prototypu Saab 2000 se zkušební osádkou pod vedením Erica Sjöberga proběhl 26. března 1992. Druhý prototyp poprvé vzlétl 3. července 1992 následovaný třetím 28. srpna téhož roku. Certifikaci od evropského leteckého úřadu JAA Saab 2000 obdržel 31. března 1994, v dubnu pak od Federal Aviation Administration.
Vojenská verze Saab 2000 Erieye AEW&C byla vybavena přehledovým pulzním dopplerovským radarem Erieye od pobočky Saab Microwave Systems, využívajícím techniku Active Electronically Scanned Array. Trup letounu Saab 2000 byl upraven pro pět operátorů a čtyřmístný odpočinkový kout za dvoumístným kokpitem. Na palubu byly umístěny také agregáty radaru Erieye a výbavy Electronic Warfare.

## Odběratelé
Prvním odběratelem se stala letecká společnost Crossair, která z celkové produkce 64 exemplářů odebrala 34 kusů. Během roku 2002 byly nahrazeny typem Embraer ERJ 145. Saab 2000 odkoupila také francouzská společnost Régional Airlines, německá Deutsche BA, rumunská společnost Carpatair odkoupila 12 strojů, dále Golden Air ze Švédska a britská Eastern Airways (osm kusů).
Verzi Saab 2000 Erieye AEW&C pořídilo v počtu šesti kusů Švédské letectvo s označením S 100B Argus, z nichž si dva letouny pronajalo Řecké vojenské letectvo. Dva kusy zakoupilo také Thajské královské letectvo. V červnu 2006 objednalo šest strojů Erieye AEW&C Pákistánské letectvo, přičemž v květnu 2007 tamní vláda zakázku redukovala na pět kusů, z nichž jen čtyři se systémem Erieye. První z nich byl dokončen na začátku dubna 2008.

## Specifikace

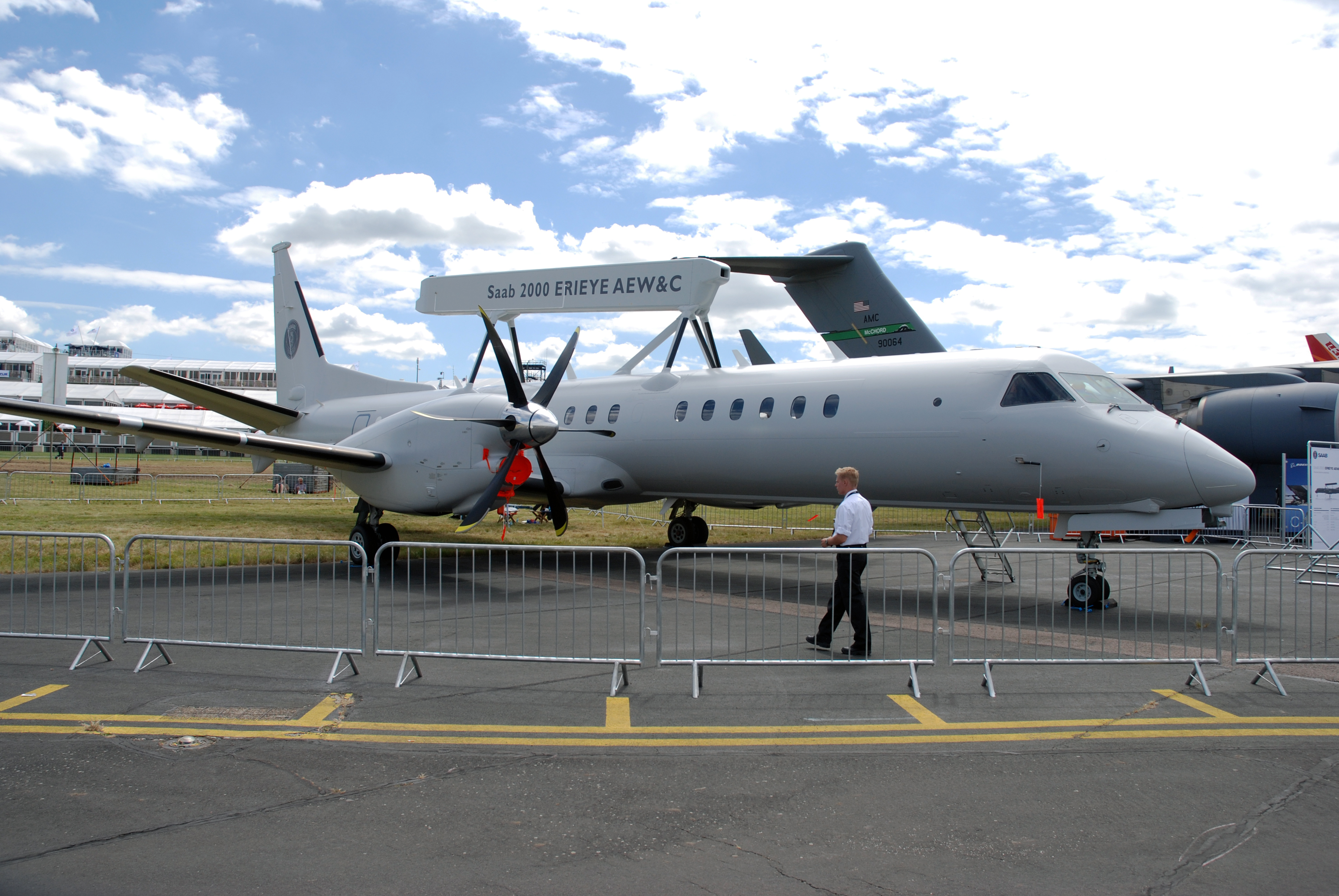
Saab 2000 Erieye AEW&C

Údaje podle

### Technické údaje
- Osádka: 2 (pilot a kopilot)
- Kapacita: 50–58 cestujících nebo 5 900 kg nákladu
- Délka: 27,28 m
- Rozpětí: 24,76 m
- Výška: 7,73 m
- Nosná plocha: 55,7 m²
- Profil křídla: NASA MS(1)013
- Štíhlost křídla: 11:1
- Prázdná hmotnost: 13 800 kg
- Vzletová hmotnost: 22 800 kg
- Pohonná jednotka: 2 × turbovrtulový motor Rolls-Royce AE 2100A pohánějící šestilisté plynule stavitelné vrtule Dowty
- Výkon pohonné jednotky: 4 152 shp (3 096 kW) každý

### Výkony
- Cestovní rychlost: 665 km/h (370 uzlů, 424 mph)
- Dolet: 2 869 km (1 549 nm, 1 782 mil) maximální
- Praktický dostup: 9 450 m (31 000 stop)
- Stoupavost: 11,4 m/s (2 250 stop/min)

### Avionika
- Rockwell Collins Pro Line 4